# 茂汶蟹甲草
茂汶蟹甲草（学名：Parasenecio maowenensis）为菊科蟹甲草属下的一个种。生长于海拔2750米左右的山沟向阳处。主要分布于四川汶川土门区崖顺乡。

## 扩展阅读
- 維基物種上的相關：茂汶蟹甲草